# フォボス (アルバム)
『フォボス』（Phobos）は、カナダのヘヴィメタル・バンド、ヴォイヴォドが1997年に発表した9作目のスタジオ・アルバム。

## 解説
前作『ネガトロン』に引き続き、エリック・フォレストを含むトリオ編成で制作された。ボーナス・トラックのうち「M-Body」は、後にヴォイヴォドの正式ベーシストとなるジェイソン・ニューステッドがソングライティングに貢献した曲で、「21世紀の精神異常者」はキング・クリムゾンのカヴァーである。
Greg Pratoはオールミュージックにおいて5点満点中2点を付け「エクストリーム・メタル・サウンドのファンなら、明らかに本作を楽しめるだろうが、バンドが以前にリリースした作品で目指してきた方向性にまたがる聴衆にとっては、少々手に余るだろう」「『ナッシングフェイス』における三次元的な音楽からは程遠い」と評している。
本作リリースに伴うツアー中、フォレストはツアー・バンの事故により重傷を負うが、手術とリハビリテーションを経てバンド復帰を果たし、1999年7月11日にアイアン・メイデンのオープニングアクトとしてライヴ活動を再開した。

## 収録曲
特記なき楽曲は作詞がエリック・フォレストとアウェイ（ミシェル・ランジュヴァン）、作曲がメンバー3人による。
1. カタレプシィ I "Catalepsy I" – 1:15
2. ライズ "Rise" – 4:55
3. マーキュリー "Mercury" – 5:38
4. フォボス "Phobos" – 6:58
5. バクテリア "Bacteria" – 8:08
6. テンプス・モート "Temps Mort" – 1:48
7. ザ・タワー "The Tower" – 6:10
  - 作詞：Ivan Doroschuk、アウェイ
8. カンタム "Quantum" – 6:33
9. ニュートリーノ "Neutrino" – 7:43
10. フォーロン "Forlorn" – 6:00
  - 作詞：Karyn Crisis Krol、エリック・フォレスト、アウェイ
11. カタレプシィ II "Catalepsy II" – 1:07

### ボーナス・トラック
12. - 13.はヨーロッパ盤/日本盤共通のボーナス・トラックで、14.は日本盤のみ収録。
1. M-BODY "M-Body" – 3:37
  - 作詞：ジェイソン・ニューステッド／作曲：ピギー、アウェイ、ジェイソン・ニューステッド
2. 21世紀の精神異常者 "21st Century Schizoid Man" – 6:34
  - 作詞：ピート・シンフィールド／作曲：ロバート・フリップ、イアン・マクドナルド、グレッグ・レイク、マイケル・ジャイルズ
3. 21世紀の精神異常者（ラジオ・エディット・ヴァージョン） "21st Century Schizoid Man (Radio Edit Version)" – 6:36
  - 作詞：ピート・シンフィールド／作曲：ロバート・フリップ、イアン・マクドナルド、グレッグ・レイク、マイケル・ジャイルズ

## 参加ミュージシャン
- エリック・フォレスト - ボーカル、ベース
- ピギー（デニス・ダムール） - ギター
- アウェイ（ミシェル・ランジュヴァン） - ドラムス、エレクトロニクス、アコーディオン

アディショナル・ミュージシャン
- Ivan Doroschuk - エレクトロニクス
- James Cavalluzzo - エレクトロニクス